# Toltén
Toltén is een gemeente in de Chileense provincie Cautín in de regio Araucanía. Toltén telde 9.722 inwoners in 2017 en heeft een oppervlakte van 860 km².

## Foto's

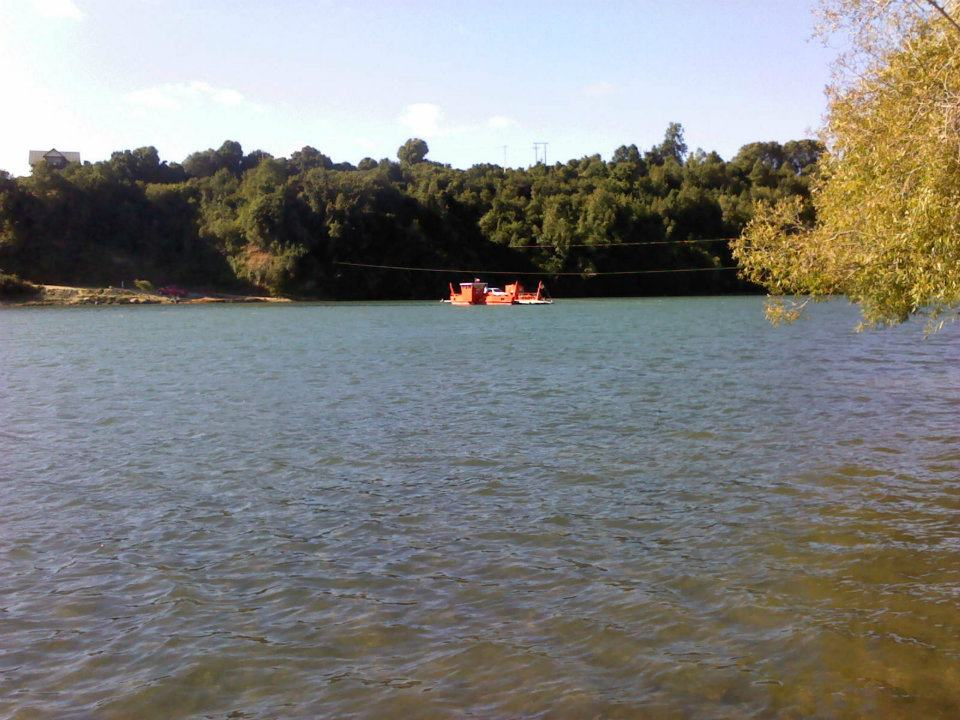
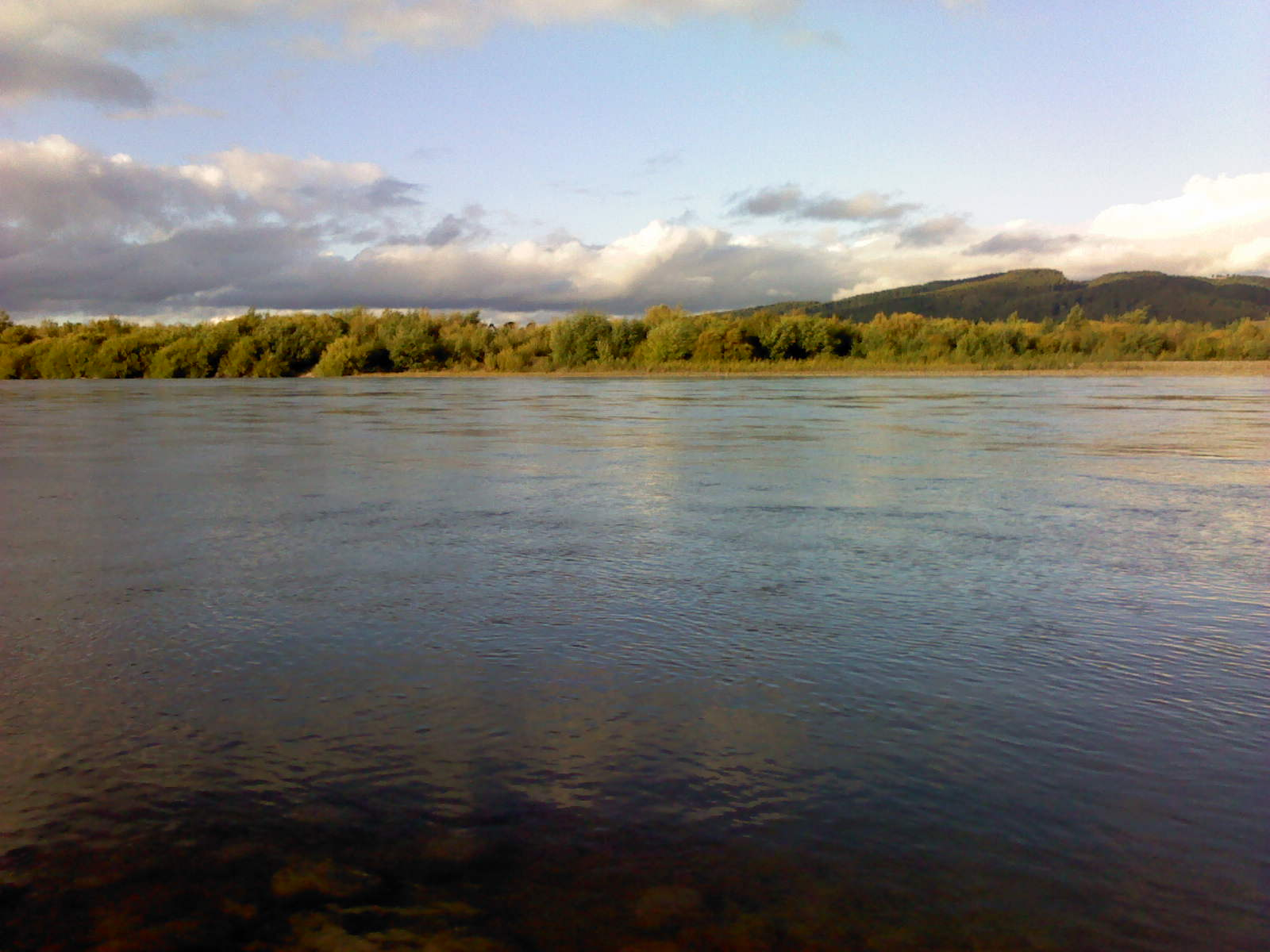